# Biterrae-i Paulinus
Biterrae-i Paulinus (4. század vége - 5. század eleje) ókeresztény író
Életéről mindössze annyit tudunk, hogy talán Biterrae (ma Béziers) püspöke volt az 5. század elején. Korának erkölcseiről írt egy költeményt 110 hexameterben.